# Waikato FC
Waikato Football Club war ein in Hamilton, Neuseeland beheimateter Fußballverein. Der Verein wurde im Jahr 2004 gegründet und spielte bis zu seiner Auflösung 2016 in der New Zealand Football Championship, der höchsten neuseeländischen Liga.
Die meisten Heimspiele wurden im Waikato Stadium, Hamilton, ausgetragen. Bei Topspielen wurde in die größeren Stadien in Rotorua und Mount Maunganui ausgewichen.

## Die erste Saison

### Überraschendes Top-Drei-Ergebnis
Die erste Saison nach der Vereinsgründung und Einführung der New Zealand Football Championship verlief einigermaßen erfolgreich, Waikato erreichte nach einem schwachen Start am Saisonende den dritten Rang.
Das erste Pflichtspiel von Waikato war ein Auswärtsspiel bei YoungHeart Manawatu, welches Waikato 4:0 gewann und dadurch die Tabellenführung übernahm. Von den nächsten neun Spielen wurde nur eines gewonnen, wodurch Waikato in der Tabelle auf den siebten Rang zurückfiel. Danach gewannen sie fünf Spiele in Serie, eins davon auswärts gegen den Meisterschaftsfavoriten Auckland City. In der restlichen Saison verloren sie nur noch zwei Spiele und erkämpften sich damit den dritten Platz und damit einen Platz im "Elimination Final" der Play-offs gegen Waitakere United. Waikato verlor dieses Spiel im Trusts Stadium, Auckland, mit 4:1. Diese Niederlage beendete die Hoffnungen auf den Meistertitel.

### Awards
Craig Flowerday wurde von den Spielern zum Spieler des Jahres gewählt, Torhüter Mark Fulcher von den Fans. David Samson wurde Nachwuchsspieler des Jahres. Stürmer Colin Gardyne gewann die Trophäe zum Tor des Jahres von Sky Sports. Er war außerdem bester Torschütze von Waikato, zusammen mit Brett Derry.

## Ehemalige Spieler
- Godwin Beubeu (2006 bis 2007)
- Che Bunce (2004 bis 2006, 2007 bis 2008)
- Damien Fonoti (2006)
- Tim Schaeffers (2006 bis 2007)
- Aaron Scott (2006 bis 2008)
- Michael Utting (2004 bis 2005)
- Shaun Van Rooyen (2007 bis 2009)
- Stanley Waeta (2006 bis 2009)